# Clara Faust Spies
Clara Faust Spies (født 6. november 2002) er en dansk skuespiller som bl.a. har medvirket i de første sæsoner af DR Ultras TV-serie "Klassen" i rollen som Sofia. I 2016 medvirkede hun i Mastodonternes musical Shrek. I 2015 spillede hun Susan Parks i musicalen Billy Elliot på Det Ny Teater og inden da medvirkede hun bl.a. i forestillingerne ”Fanny og Alexander” og ”Helt Enkelt Kompliceret” på Det Kongelige Teater, hvor hun også i et par år var elev på Balletskolen.